# Andrea Doria (C 553)
«Андреа Доріа» (італ. Andrea Doria (C 553))  — крейсер-вертольотоносець військово-морських сил Італії однойменного типу.

## Історія створення
Крейсер-вертольотоносець «Андреа Доріа» був закладений 11 травня 1958 року на верфі в Ріва-Трігозо (Сестрі-Леванте). Спущений на воду 27 лютого 1963 року, вступив у стрій 23 лютого 1964 року. Свою назву отримав на честь генуезького адмірала і державного діяча Андреа Доріа.

## Історія використання
Після вступу у стрій «Андреа Доріа» увійшов до складу 1-го дивізіону Військово-морського флоту Італії (італ. Iª Divisione Navale) з місцем базування у Ла-Спеції.
Протягом служби корабель неодноразово брав участь у морських навчаннях та рятувальних операціях, зокрема на Далекому Сході, у Тірренському морі.
у 1976-1978 роках корабель пройшов модернізацію, під час якої отримав нове радіоелектронне обладнання.
У 1984 році «Андреа Доріа» був перебазований в Таранто, після чого брав участь у Лівані (1984 рік), у бомбардуванні Лівії (1986 рік).
19 липня 1991 року «Андреа Доріа» був виключений зі списків флоту та зданий на злам.